# Ama Ampofo
Ama Ampofo là một nữ diễn viên Ghana. Vào năm 2014, cô đóng vai chính là "Claudia" trong bộ phim của Devilley Frimpong-Manso, Devil in the detail, một vai diễn giúp cô nhận được giải thưởng của Viện hàn lâm điện ảnh châu Phi cho đề cử Nữ diễn viên phụ xuất sắc nhất và giải thưởng Phim vàng.

## Cuộc sống cá nhân
Ama học trung học tại Archbishop Porter Girls ở Takoradi, nơi cô học Kinh doanh. Ampofo tốt nghiệp ngành Nghệ thuật Sân khấu với Lịch sử tại Đại học Ghana.

## Sự nghiệp
Trước khi diễn xuất, cô đã tham gia cuộc thi Hoa hậu Malaika Ghana. Ngoài diễn xuất, cô cũng là một nhân vật thường xuyên xuất hiện trong quảng cáo truyền hình ở Ghana.